# 伊蘭·帕佩

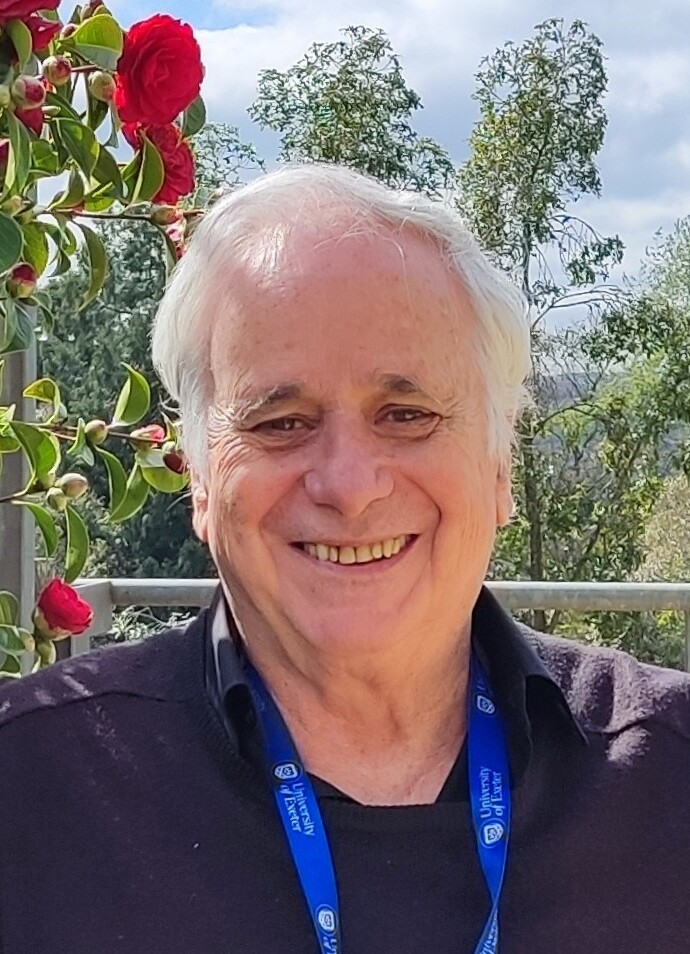
伊兰·帕佩

伊兰·帕佩（希伯來語： אילן פפה，1954年11月7日—）是以色列历史学和政治学學者，也是以色列新歷史派學者，生于以色列海法，曾任海法大学高级讲师（1984-2007 年）。  伊蘭‧帕佩也是和平與平等民主陣線的一員並参加了1996年以色列大選和1999年以色列大選。 2008年，由於伊蘭‧帕佩被以色列國會批评并收到死亡威胁，他离开了以色列。 他之後成為艾希特大學社会科学与国际研究学院的教授。
伊蘭‧帕佩主要研究以巴冲突以及巴勒斯坦人大逃亡。他認為巴勒斯坦人大逃亡是以色列以达莱特计划为蓝图蓄意發起的一场种族清洗运动。 他支持一國方案，而且這個國家要同時容納以色列人和巴勒斯坦人 ，他支持抵制、撤资、制裁。 